# Position modifiée de Jackson
La position modifiée de Jackson ou position amendée de Jackson est une manœuvre permettant de faciliter une intubation trachéale.
Cette manœuvre a pour but d'aligner les axes buccal, pharyngé et laryngé, ou en tous cas d'en diminuer l'angulation, afin d'améliorer l'exposition du larynx lors de l'intubation.
Elle consiste à surélever la tête du patient d'environ 5 cm, avec un coussin (ou des champs pliés). La flexion antérieure du cou sur le thorax permet d'aligner les axes pharyngé et laryngé, alors que la mise en extension de la tête sur le cou permet d'aligner l'axe buccal avec l'axe pharyngo-laryngé. L'association de ces mouvements permet d'exposer le larynx.
Ensuite, la lame courbe du laryngoscope est introduite dans le repli glosso-épiglottique, puis un mouvement de traction vers l'avant du laryngoscope va déplacer antérieurement la base de langue et soulever l'épiglotte par un jeu de bascule de l'os hyoïde. Ceci va permettre d'exposer la glotte.
Si on utilise une lame droite (chez le nourrisson), il faut avancer son extrémité au-delà de l'épiglotte, celle-ci est alors dite "chargée", mais cette technique n'est pas obligatoire même avec une lame droite, car on peut exposer la glotte sans "charger" l'épiglotte en se positionnant dans le sillon glosso-épiglottique. La sonde d'intubation est introduite dans le larynx sous contrôle de la vue.

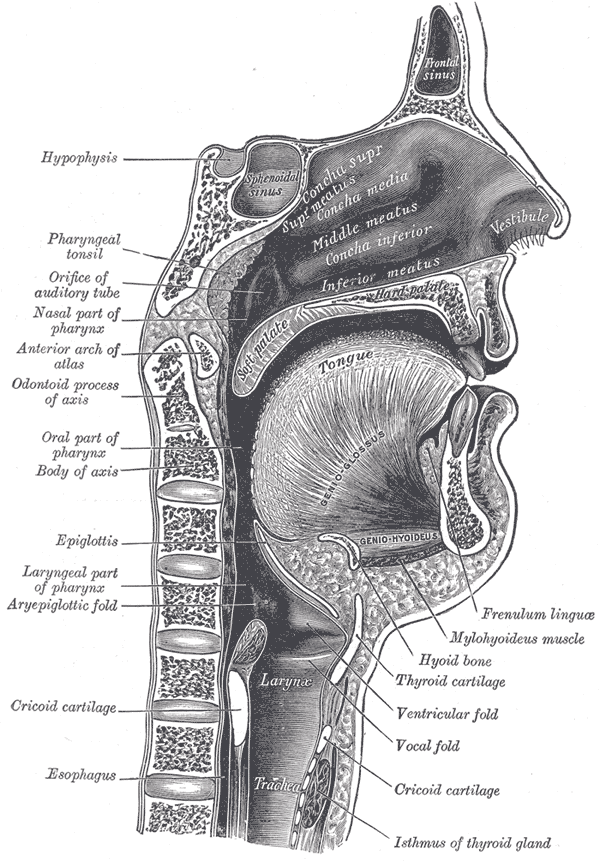
Coupe sagittale du nez, de la bouche, du pharynx et du larynx.